# San Miguel del Arroyo
San Miguel del Arroyo ist ein nordspanischer Ort und eine Gemeinde (municipio) mit 646 Einwohnern (Stand: 2024) in der Provinz Valladolid in der autonomen Region Kastilien-León. 

## Geografie
San Miguel del Arroyo liegt im Süden der Provinz Valladolid etwa 30 Kilometer südöstlich vom Stadtzentrum von Valladolid in einer Höhe von ca. 815 m. Die Autovía A-601 führt durch die Gemeinde.

## Bevölkerungsentwicklung
| 1370 | 1772 | 1286 | 972 | 855 | 806 | 747 | 658 |

## Sehenswürdigkeiten

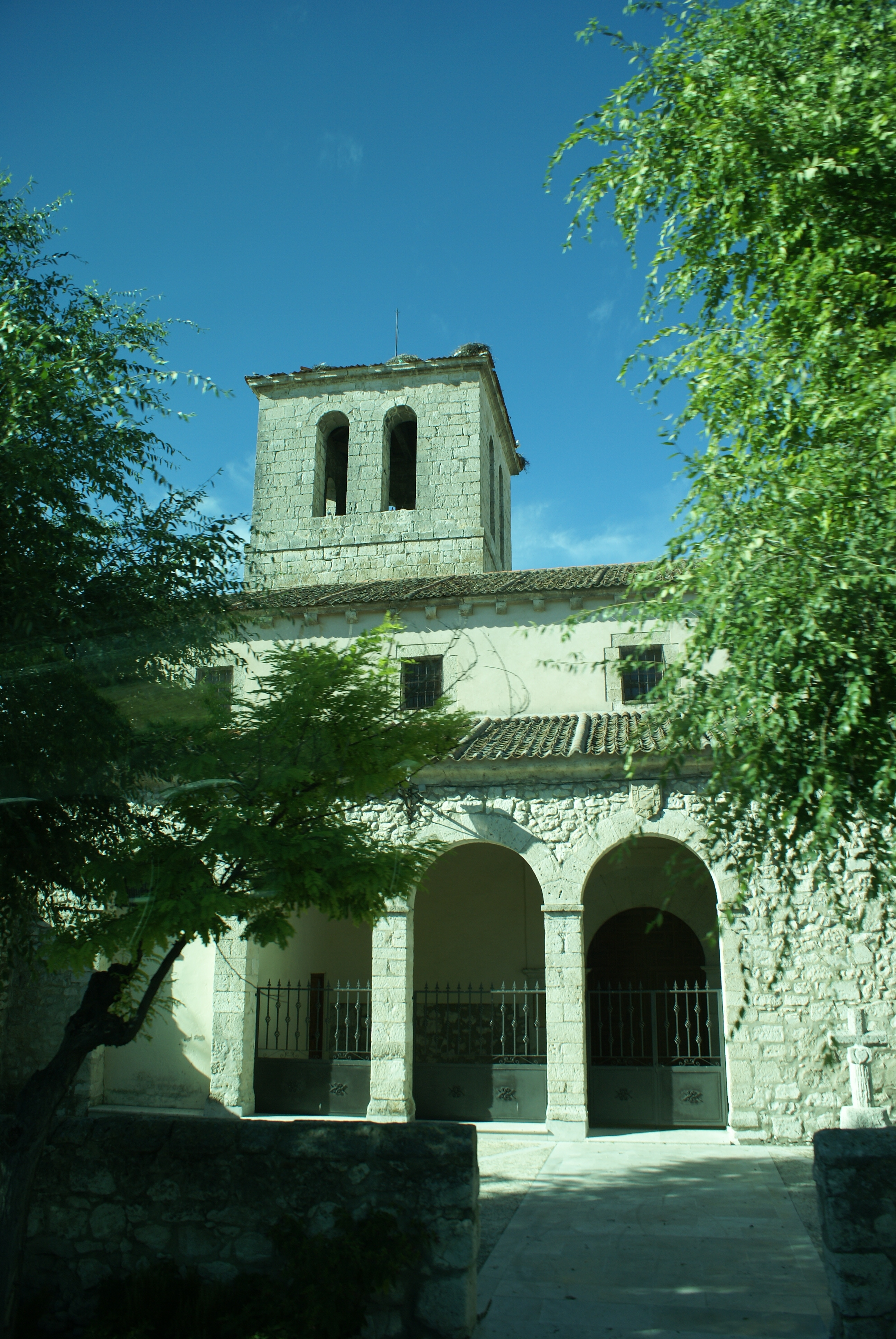
Michaeliskirche
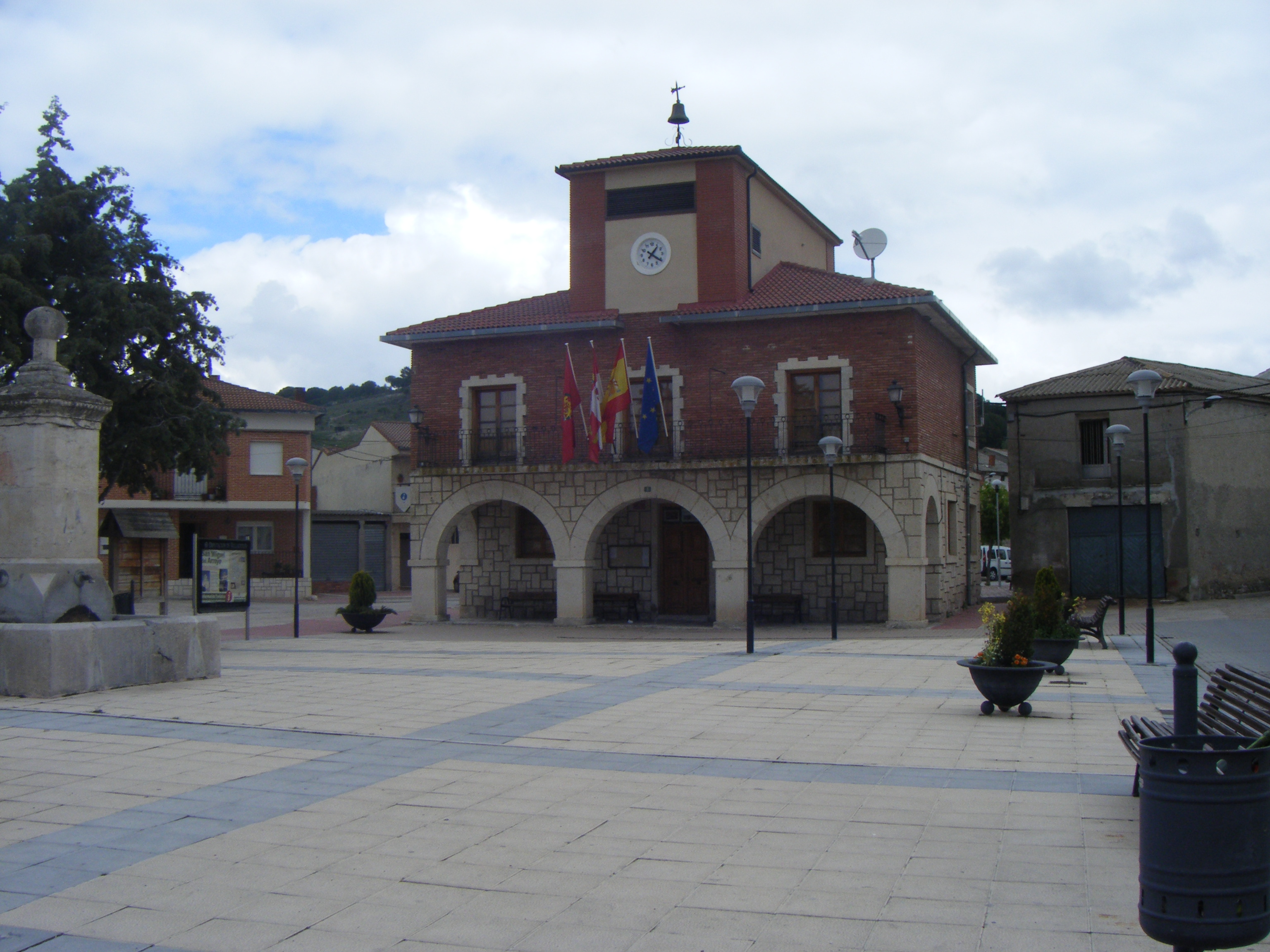
Rathaus

- Michaeliskirche
- Rathaus